# Pero ochracea
Pero ochracea är en fjärilsart som beskrevs av Butler 1881. Pero ochracea ingår i släktet Pero och familjen mätare. Inga underarter finns listade i Catalogue of Life.